# Деміс Гассабіс
Деміс Гассабіс (англ. Demis Hassabis; нар. 27 липня 1976, Лондон) — британський розробник комп'ютерних ігор, дизайнер, спеціаліст із систем штучного інтелекту, програміст, нейробіолог, шахіст світового класу, засновник та керівник компанії «DeepMind». Лауреат Нобелівської премії з хімії 2024 року.

## Життєпис
Деміс Гассабіс народився 27 липня 1976 року у Лондон, в сім'ї грека-кіпріота та китаянки з Сінгапуру.

### Вундеркінд та шахіст
У 13 років він став володарем найвищого рейтингу Ело серед шахістів віком до 13 років (2300 очок — відповідає званню національного майстра; найвищий у світі рейтинг Ело, 2817 очок, був у Вішванатана Ананда, що займає перше місце в рейтинг-листі Міжнародної шахової федерації).
Деміс єдиний у світі п'ять разів перемагав в Олімпіаді інтелектуальних ігор. У 23 роки він отримав диплом «з подвійною відзнакою» Кембриджського університету.
У 14 років Гассабіса відзначили на конкурсі дизайнерів-аматорів, проведеному журналом Amiga Power, отримав як приз місце тестера в відомій англійській ігровій студії Bullfrog Productions, та познайомився з культовим розробником комп'ютерних ігор Пітером Моліньє.

### Розробник ігор
Наступний етап кар'єри Гассабіса пов'язаний з «Bullfrog Productions». Там молодий талант створює надпопулярний економічний симулятор Theme Park і виступає провідним програмістом гри Black and White. Моліньє називає Деміса не інакше як «найкращим співробітником століття».
У 1998 році Гассабіс засновує свою власну ігрову компанію Elixir Studios, яка створила ще дві відомі стратегії: Republic: The Revolution і Evil Genius games. У 2000 році стартап було оцінено в £12 млн. Але вже через п'ять років він, продавши всю інтелектуальну власність іншим студіям, закриває Elixir, йде з ігрової індустрії і занурюється у світ нейронауки, проголосивши своєю метою розробку нових технологій штучного інтелекту.

### Дослідник амнезії
Гассабіс починає спеціалізуватися на двох складних темах — автобіографічній пам'яті та амнезії. У нього виходить відразу кілька високоцитованих і впливових робіт, у тому числі в Proceedings of the National Academy of Sciences. Науковим керівником Деміса в Центрі нейродіагностики при Університетському коледжі Лондона стає відомий нейрофізіолог Елеонора Магуаєр.
У 2006 році Гассабіс, як провідний автор публікує дослідження, присвячене амнезії, — його результати журнал Science вніс тоді до десятки найбільш головних відкриттів року. Вчені заявили, що їм вдалося розкрити нейробіологічні основи передбачення майбутнього. За їх версією, особлива роль у передбаченні майбутніх подій належить гіпокампу, невеликій ділянці мозку, розташованій в скроневих долях, — він відповідає за певні види пам'яті і відіграє основну роль у процесах запам'ятовування та навчання. З його допомогою мозок може «передбачати», що має статися в найближчому майбутньому, спираючись при цьому на цілісну послідовність минулих подій, які він автоматично згадує у відповідь на подразник із сьогодення.
Під час дослідження вчені використовували метод магнітно-резонансної томографії: людину поміщали в магнітне поле і проводили сканування радіохвилями. Зміна стану молекул фіксувалася на спеціальній матриці і передавалося в комп'ютер, де проводилась обробка даних. Так вчені реєстрували активність різних відділів головного мозку під час спеціального експерименту: випробуваним демонстрували чотири картинки, послідовність яких різко змінювалася при наступному показі. З'ясувалося, що активність гіпокампу змінювалася, якщо послідовність картинок виявлялася несподіваною для випробуваного. В результаті Гассабіс з колегами дійшли висновку, що гіпокамп працює як свого роду пристрій, який може поєднати в єдине ціле досвід минулого і відчуття сьогодення.

### Читець мозку
Ще одне дослідження Гассабіса та Маґваєра, не менше видатне, було опубліковано у 2009 році. По суті, вчені вперше змогли довести можливість «читання» людської пам'яті за допомогою спостереження за мозковою діяльністю. Для цього використовувалося функціональне магнітно-резонансне дослідження (fMRI), яке аналізує області мозку в момент їх активізації.
Скануючи мозок людини, вченим вдалося простежити активність деяких нейронів все того ж гіпокампу і визначити місцезнаходження людини в змодельованої на комп'ютері віртуальної реальності. Це відкриття гіпотетично може призвести до появи апаратів для сканування декількох видів людської пам'яті, хоча Гассабіс і вважає, що ризик непроханого вторгнення в свідомість людини як і раніше можна віднести до розряду фантастики.
В останні роки Гассабіс займається подальшими дослідженнями технологій сканування мозку і, судячи з усього, просунувся в цьому досить далеко. Технічний директор Google Рей Курцвейл, який курує в інтернет-компанії розробки в галузі штучного інтелекту, просто не міг не помітити талановитого англійської вченого з видатними здібності і хорошим підприємницьким досвідом.

### DeepMind та Google
У 2014 році Google купує британський стартап DeepMind, що спеціалізується на технологіях штучного інтелекту. Це, можливо, найбільша угода американської інтернет-компанії в Європі, її сума могла скласти $ 400—500 млн. Про DeepMind поки відомо дуже мало: засновано в 2012 році; у неї встигли проінвестувати Horizons Ventures and Founders Fund; зараз в компанії працюють близько 70 чоловік; ніяких ринкових продуктів і проектів у стартапа поки немає.
Засновником DeepMind є Деміс Гассабіс, компанію він створив разом з двома нейробіологами — Шейном Легом та Мустафою Сулейманом.

### Нобелівська премія
У жовтні 2024 року Гассабіс став лауреатом Нобелівської премії з хімії з Джоном Джампером «за передбачення структури білків» та Девідом Бейкером «за обчислювальний дизайн білків».